# Polisportiva S.S. Lazio Rugby 1927 2017-2018

## Eccellenza 2017-18

### Stagione regolare
| Incontro              | Andata | Ritorno |
| --------------------- | ------ | ------- |
| Petrarca — Lazio      | 22-0   | 36-6    |
| Viadana — Lazio       | 45-37  | 32-6    |
| I Medicei — Lazio     | 31-21  | 13-15   |
| Lazio — San Donà      | 20-27  | 0-51    |
| Rovigo — Lazio        | 49-12  | 56-12   |
| Reggio Emilia — Lazio | 33-16  | 31-33   |
| Lazio — Mogliano      | 24-20  | 15-24   |
| Calvisano — Lazio     | 54-10  | 24-36   |
| Lazio — Fiamme Oro    | 8-24   | 17-48   |

#### Risultati della stagione regolare
| Posizione | G  | V | N | P  | PF  | PS  | DP   | B | Pt |
| --------- | -- | - | - | -- | --- | --- | ---- | - | -- |
| 9ª        | 18 | 4 | 0 | 14 | 288 | 618 | -330 | 4 | 20 |

## Trofeo Eccellenza 2017-18

### Prima fase

#### Girone 2
| Incontro           | Andata | Ritorno |
| ------------------ | ------ | ------- |
| Lazio — Fiamme Oro | 17-21  | 10-31   |
| I Medicei — Lazio  | 27-24  | 49-17   |

#### Risultati del girone 2
| Posizione | G | V | N | P | PF | PS  | DP  | B | Pt |
| --------- | - | - | - | - | -- | --- | --- | - | -- |
| 3ª        | 4 | 0 | 0 | 4 | 68 | 128 | -60 | 3 | 3  |